# Championnats d'Afrique de badminton par équipes 2022
Navigation
Le Caire 2020 Le Caire 2024
Les championnats d'Afrique de badminton par équipes 2022 se déroulent du 14 au 17 février 2022 à Kampala, en Ouganda.
La compétition est qualificative pour la Thomas Cup 2022 et l'Uber Cup 2022

## Médaillés
| Épreuve | Or | Argent | Bronze                                                                                                |
| ------- | --- | --- | --- |
| Hommes  | Algérie Mohamed Abderrahime Belarbi Adel Hamek Sifeddine Larbaoui Koceila Mammeri Youcef Sabri Medel Mohamed Abdelaziz Ouchefoun | Égypte Abdelrahman Abdelhakim Kareem Mahmoud Ahmed Adham Hatem Elgamal Mohamed Mostafa Kamel Ahmed Salah     | Afrique du Sud Cameron Coetzer Jarred Elliott Caden Kakora Ruan Snyman Robert Summers Robert White    |
| Hommes  | Algérie Mohamed Abderrahime Belarbi Adel Hamek Sifeddine Larbaoui Koceila Mammeri Youcef Sabri Medel Mohamed Abdelaziz Ouchefoun | Égypte Abdelrahman Abdelhakim Kareem Mahmoud Ahmed Adham Hatem Elgamal Mohamed Mostafa Kamel Ahmed Salah     | Maurice Melvin Appiah Jean Bernard Bongout Aatish Lubah Khemtish Nundah Tejraj Pultoo Saheer Ramrakha |
| Femmes  | Égypte Nour Ahmed Youssri Jana Ashraf Doha Hany Jana Abdelkader Hana Tarek                                                       | Ouganda Brenda Awor Husina Kobugabe Fadilah Mohamed Rafi Tracy Naluwooza Rajab Shamsa Mbira Sharifah Wanyana | Maurice Vilina Appiah Tiya Bhurtun Lorna Bodha Kobita Dookhee                                         |
| Femmes  | Égypte Nour Ahmed Youssri Jana Ashraf Doha Hany Jana Abdelkader Hana Tarek                                                       | Ouganda Brenda Awor Husina Kobugabe Fadilah Mohamed Rafi Tracy Naluwooza Rajab Shamsa Mbira Sharifah Wanyana | Afrique du Sud Amy Ackerman Demi Botha Deidre Laurens Jordaan Diane Olivier                           |

## Tableau des médailles
- Pays organisateur (Égypte)

| Rang  | Nation         | Or | Argent | Bronze | Total |
| ----- | -------------- | -- | ------ | ------ | ----- |
| 1     | Égypte         | 1  | 1      | 0      | 2     |
| 2     | Algérie        | 1  | 0      | 0      | 1     |
| 3     | Ouganda        | 0  | 1      | 0      | 1     |
| 4     | Afrique du Sud | 0  | 0      | 2      | 2     |
| 4     | Maurice        | 0  | 0      | 2      | 2     |
| Total | Total          | 2  | 2      | 4      | 8     |